# Дувр-ла-Деливранд
Дувр-ла-Деливра́нд (фр. Douvres-la-Délivrande) — коммуна во Франции, находится в регионе Нормандия, департамент Кальвадос, округ Кан, кантон Курсёль-сюр-Мер. Расположена в 15 км к северу от Кана. 
Население (2018) — 4 999 человек. 

## История
Во время Второй мировой войны немецкое командование разместило в Дувре радиолокационную станцию, имевшую стратегическое значение для организации обороны Атлантического побережья Франции. В июне 1944 года английские и канадские войска на протяжении 12 дней штурмовали станцию, прежде чем смогли занять ее и вывести из строя оборудование. Радиолокационная станция функционирует и сейчас, на ее территории работает музей, где, в частности, выставлен один из немногих уцелевших экземпляров немецкого радара Вюрцбург (Radar Würzburg).
В 1961 году к Дувру была присоединена коммуна Деливранд и объединенная коммуна получила свое нынешнее название.

## Достопримечательности
- Базилика Нотр Дам де ла Деливранд, построенная в 1854—1878 годах в неоготическом стиле. Базилика построена на месте, привлекавшем паломников на протяжении многих веков. Первая часовня была построена здесь в VII веке Святым Ренобером, епископом Байё, и разрушена викингами в 830 году. В 1150 году здесь была обнаружена статуя черной Мадонны, в честь которой была построена новая церковь и стали приходить поклониться люди со всей Франции. Оригинальная статуя погибла во время Религиозных войн в 1580 году и была замена нынешней.
- Конгрегация Нотр-Дам-де-Фиделите, бывшая школа для девочек. В часовне конгрегации установлен очень красивый стеклянный алтарь, сделанный Рене Лаликом, знаменитым ювелиром и стеклянных дел мастером.
- Здание аптеки Лесажа в стиле модерн.

## Экономика
Структура занятости населения:
- сельское хозяйство — 1,1 %
- промышленность — 15,6 %
- строительство — 9,3 %
- торговля, транспорт и сфера услуг — 37,9 %
- государственные и муниципальные службы — 36,1 %.

Уровень безработицы (2017) — 9,8 % (Франция в целом —  13,4 %, департамент Кальвадос — 12,5 %). 

Среднегодовой доход на 1 человека, евро (2018) — 24 580 (Франция в целом — 21 730, департамент Кальвадос — 21 490).

## Демография
Динамика численности населения, чел.

## Администрация
Пост мэра Дувр-ла-Деливранда с 2008 года занимает Тьерри Лефор (Thierry Lefort). На муниципальных выборах 2020 года возглавляемый им центристский список был единственным.
| Период | Период | Фамилия       | Партия                                       | Примечания                                           |
| ------ | ------ | ------------- | -------------------------------------------- | ---------------------------------------------------- |
| 1959   | 1981   | Пьер Ру       |                                              |                                                      |
| 1981   | 1989   | Жан-Мари Сеюс |                                              |                                                      |
| 1989   | 1995   | Ксавье Ог     | Разные левые                                 | директор Центра по содействию трудоустройству        |
| 1995   | 2008   | Лоран Юэ      | Союз за французскую демократию Разные правые | преподаватель, член Генерального совета департамента |
| 2008   |        | Тьерри Лефор  | Разные левые Разные центристы                | директор фонда Fongecif Нижней Нормандии             |

## Города-побратимы
- Аксминстер, Великобритания
- Эрленбах, Германия

## Галерея

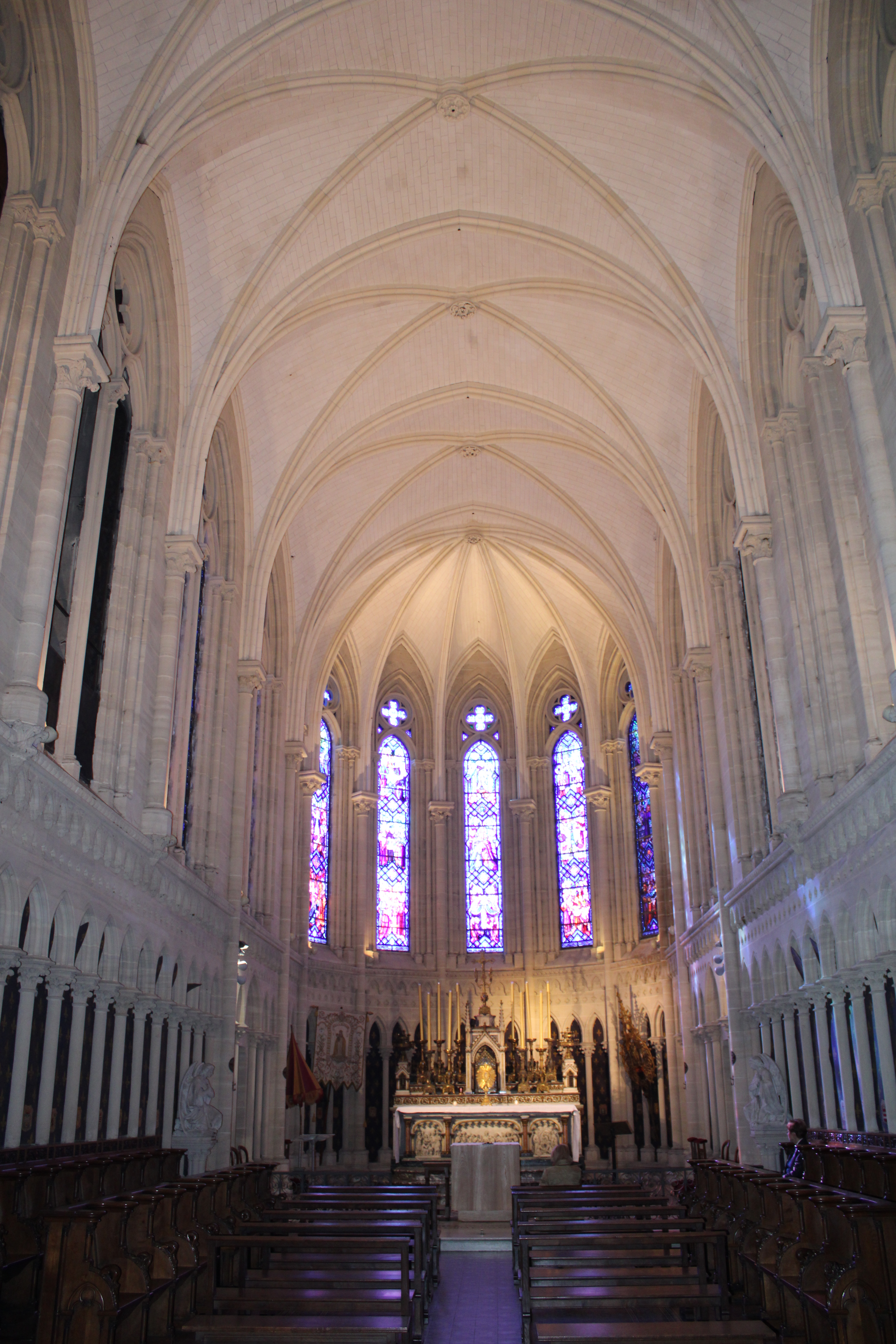
Интерьер базилики Нотр-Дам-де-ла-Деливранд
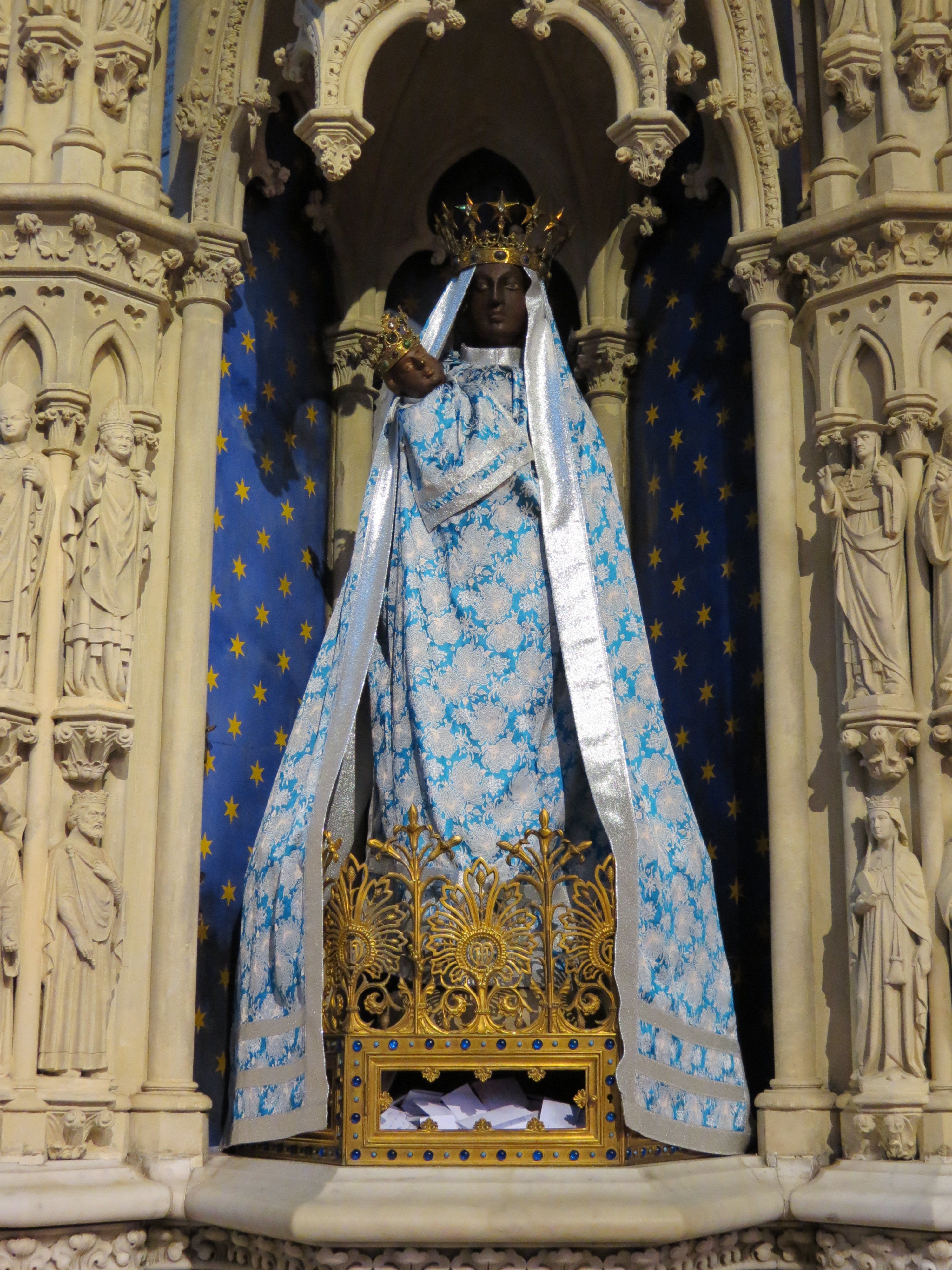
Черная Мадонна
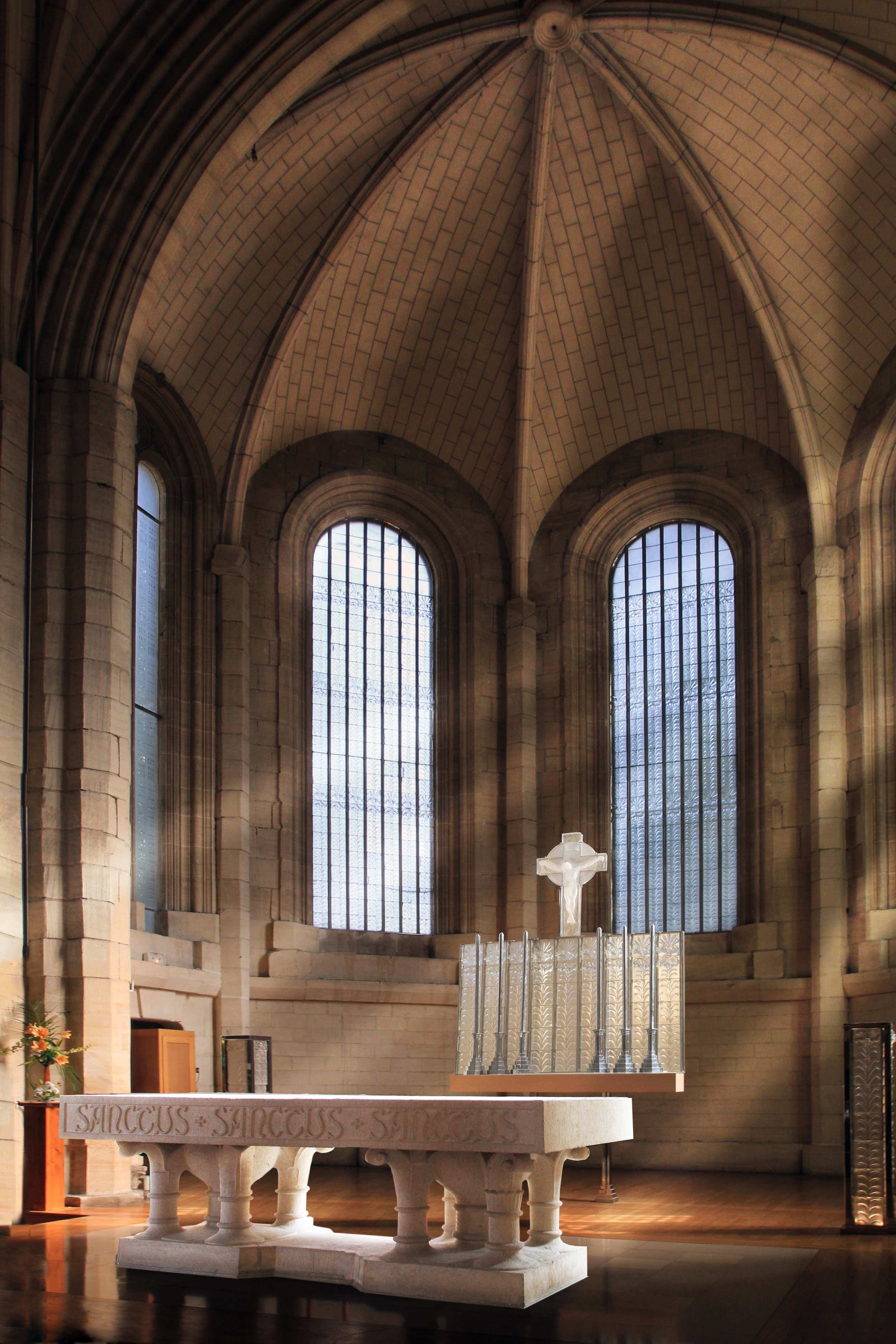
Стеклянный алтарь Лалика
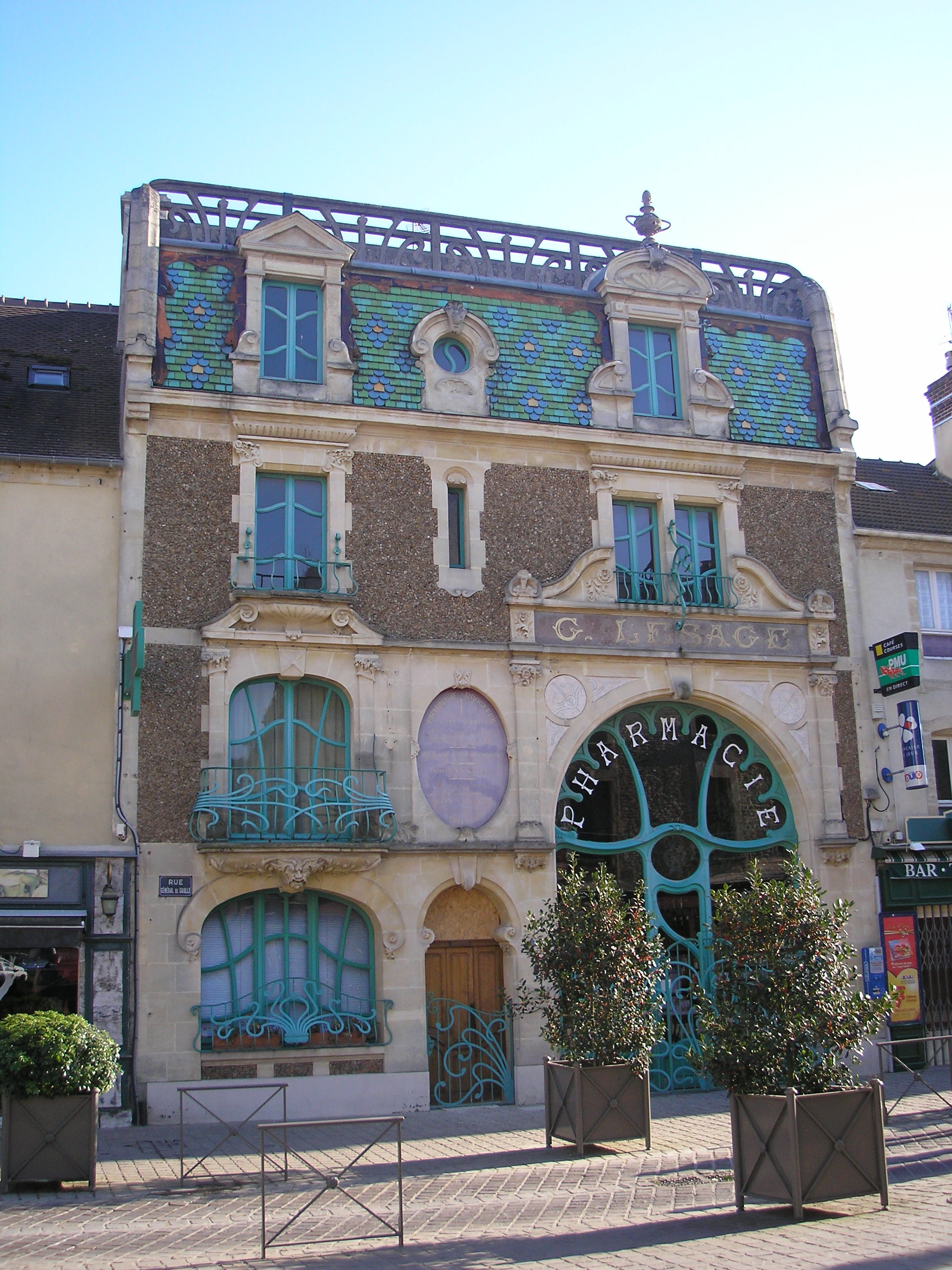
Аптека Лесажа

1. 1 2  база данных о французских коммунах — Национальный географический институт Франции, 2015.